# Magdalena Mortęska
Magdalena Mortęska (herbu Orle Nogi; ur. 2 grudnia 1554 w Pokrzywnie, zm. 15 lutego 1631 w Chełmnie) – polska zakonnica ze zgromadzenia Mniszek Zakonu św. Benedykta (benedyktynek), ksieni klasztoru benedyktynek w Chełmnie, mistyczka i założycielka Kongregacji chełmińskiej, autorka dzieł religijnych oraz Służebnica Boża Kościoła katolickiego.

## Życiorys
Urodziła się – jak się przypuszcza – 2 grudnia 1554 w Pokrzywnie, nieopodal Grudziądza. Pochodziła z rodziny bogatej szlachty z Prus Królewskich. Jej ojciec Melchior, był podkomorzym malborskim, a matka, Elżbieta z domu Kostka, była siostrą biskupa chełmińskiego Piotra Kostki. Miała troje rodzeństwa: brata Ludwika oraz siostry: Annę i Elżbietę.
Poprzez matkę spokrewniona była z możnym rodem Kostków, w tym m.in. ze Stanisławem Kostką, późniejszym świętym. Jej krewnymi byli także: Anna Jagiellonka, żona Stefana Batorego, opat Jan Kostka z Oliwy czy wojewoda pomorski Krzysztof Kostka. Oprócz pokrewieństwa z Piastami, spokrewniona była ponadto z rodem Sapiehów, jednym z najpotężniejszych rodów magnackich w Rzeczypospolitej Obojga Narodów.
Posiadłością rodziny była wieś Mortęgi pod Lubawą. Z powodu wypadku, któremu uległa w dzieciństwie, Mortęska nie posiadała prawego oka, które najprawdopodobniej wykłuła sobie niechcący łyżką.
Wbrew zakazowi ojca wstąpiła w 1578 do chełmińskiego klasztoru benedyktynek. 4 czerwca 1579, złożyła śluby wieczyste na ręce wuja, biskupa chełmińskiego Piotra Kostki. Tydzień po złożeniu ślubów (11 czerwca) 25-letnia wówczas Magdalena Mortęska została ksienią tegoż klasztoru.
Wyprowadziła zakon benedyktynek z kryzysu, w którym znalazł się on w czasie reformacji. Zreformowała regułę św. Benedykta, dopełniając kontemplacyjny charakter klasztoru o nauczanie dziewcząt. W zawiązanej tak „reformie chełmińskiej” benedyktynek kładła szczególny nacisk na wykształcenie mniszek, które musiały nauczyć się czytania i pisania po polsku i po łacinie. Ożywiła duchowość poprzez wprowadzenie medytacji i rozmyślań, ograniczyła zarazem zbyt surowe zalecenia ascetyczne. Jednym z zadań klasztorów stało się prowadzenie edukacji dla dziewcząt – z nauką czytania, pisania, rachunków, śpiewu i robót ręcznych. Szkoły te przyczyniły się do rozwoju oświaty wśród kobiet pochodzenia szlacheckiego i mieszczańskiego.
Zreformowana reguła uzyskała akceptację kurii rzymskiej w 1605, a w 1606 została oficjalne zatwierdzenie przez biskupa chełmińskiego Wawrzyńca Gembickiego. W 1589 uzyskała poddanie jej cysterskiego klasztoru w Żarnowcu, który zmieniła na benedyktyński i obsadziła mniszkami z Chełmna. W 1590 powstał podległy Mortęskiej klasztor w Nieświeżu z fundacji Mikołaja Krzysztofa Radziwiłła „Sierotki”; w 1603 ufundowała klasztor w Bysławku jako filię Chełmna, a w 1604 został jej podporządkowany klasztor we Lwowie. W latach 1604–1624 powstały z jej inicjatywy m.in. klasztory w Poznaniu, Jarosławiu, Sandomierzu, Sierpcu i Grudziądzu. W sumie kongregacja chełmińska za jej życia liczyła ponad 20 klasztorów pod przewodnictwem ksieni chełmińskiej. U schyłku życia Mortęskiej dalszy rozwój nowych fundacji oraz szkolnictwa klasztornego został zahamowany przez epidemię oraz wojnę ze Szwecją z lat 1626–1629.
Powołała także seminarium duchowne w Poznaniu, kształcące kapelanów dla odnowionych klasztorów; uczestniczyła w fundacji kolegium jezuickiego w Toruniu w 1593. Za jej rządów w klasztorze chełmińskim przeprowadzono szereg prac budowlanych, dobudowując do kościoła klasztornego kilka kaplic oraz przebudowując zabudowania klasztorne.
Była charyzmatyczną, wyrazistą osobowością. Choć pozostawała samoukiem, posiadła znajomość pisania i czytania oraz pozyskała gruntowną znajomość Biblii, rozwijała duchowość benedyktyńską (sięgała wprost do „Reguły”, którą ułożył dla mnichów św. Benedykt), poznała awangardową wówczas duchowość ignacjańską (w tym „Ćwiczenia duchowe”, które napisał św. Ignacy Loyola), ceniła literaturę ascetyczno-mistyczną, lubiła malarstwo, miała wrażliwość muzyczną i (przypuszczalnie) piękny głos. Skupiona i refleksyjna, miała też doświadczenia mistyczne. Reprezentuje intelektualizm mistyczny w kulturze epoki baroku.
Zmarła 15 lutego 1631 po trwającej około miesiąca chorobie i została pochowana w kościele klasztornym w Chełmnie pod głównym ołtarzem. Do rozbiorów jej kult był żywy w klasztorach benedyktynek, obecnie ma znaczenie lokalne w Chełmnie, Żarnowcu i Lubawie.

## Tablica przodków
| Tablica rodowodowa                                                            |                                                                                 |                                                                                 |                                                                                 |                                                                                 |                                                                                 |                                                                                 |                                                                                 |                                                                                 |
| Prapradziadkowie                                                              | Fryderyk Mortęski h. Orle Nogi (?–?) ?                                          | ?                                                                               | ?                                                                               | ?                                                                               | Nawój Kostka h. Dąbrowa (?–?) Julianna N Kostka h. Dąbrowa (?–?)                | ?                                                                               | ?                                                                               | ?                                                                               |
| Pradziadkowie                                                                 | Ludwik Mortęski h. Orle Nogi (?–1480) Anna Mortęska (?–?)                       | Ludwik Mortęski h. Orle Nogi (?–1480) Anna Mortęska (?–?)                       | ?                                                                               | ?                                                                               | Jakub Kostka h. Dąbrowa (?–1488) Anna Rokus von Sehfelden (~1460–1505)          | Jakub Kostka h. Dąbrowa (?–1488) Anna Rokus von Sehfelden (~1460–1505)          | Wacław von Eulenburg (?–?) ?                                                    | Wacław von Eulenburg (?–?) ?                                                    |
| Dziadkowie                                                                    | Ludwik Mortęski h. Orle Nogi (?–1539) Elżbieta z Dąbrówki (?–?)                 | Ludwik Mortęski h. Orle Nogi (?–1539) Elżbieta z Dąbrówki (?–?)                 | Ludwik Mortęski h. Orle Nogi (?–1539) Elżbieta z Dąbrówki (?–?)                 | Ludwik Mortęski h. Orle Nogi (?–1539) Elżbieta z Dąbrówki (?–?)                 | Stanisław Jakubowicz Kostka h. Dąbrowa (1487–1555) Elżbieta Eulenburg (?–?)     | Stanisław Jakubowicz Kostka h. Dąbrowa (1487–1555) Elżbieta Eulenburg (?–?)     | Stanisław Jakubowicz Kostka h. Dąbrowa (1487–1555) Elżbieta Eulenburg (?–?)     | Stanisław Jakubowicz Kostka h. Dąbrowa (1487–1555) Elżbieta Eulenburg (?–?)     |
| Rodzice                                                                       | Melchior Mortęski h. Orle Nogi (?–1587) Elżbieta Kostka h. Dąbrowa (~1530–1560) | Melchior Mortęski h. Orle Nogi (?–1587) Elżbieta Kostka h. Dąbrowa (~1530–1560) | Melchior Mortęski h. Orle Nogi (?–1587) Elżbieta Kostka h. Dąbrowa (~1530–1560) | Melchior Mortęski h. Orle Nogi (?–1587) Elżbieta Kostka h. Dąbrowa (~1530–1560) | Melchior Mortęski h. Orle Nogi (?–1587) Elżbieta Kostka h. Dąbrowa (~1530–1560) | Melchior Mortęski h. Orle Nogi (?–1587) Elżbieta Kostka h. Dąbrowa (~1530–1560) | Melchior Mortęski h. Orle Nogi (?–1587) Elżbieta Kostka h. Dąbrowa (~1530–1560) | Melchior Mortęski h. Orle Nogi (?–1587) Elżbieta Kostka h. Dąbrowa (~1530–1560) |
| Służebnica Boża s. Magdalena Mortęska OSB h. Orle Nogi (2.12.1554–15.02.1631) |                                                                                 |                                                                                 |                                                                                 |                                                                                 |                                                                                 |                                                                                 |                                                                                 |                                                                                 |

## Publikacje
Pozostawiła po sobie liczne listy. Ponadto jest autorką dwóch wybitnych dzieł prozą, które współtworzą barokową literaturę religijno-mistyczną. Oba dzieła zawierają doniosłe uwagi o godności osoby ludzkiej, wolności i mocy człowieka, współtworząc barokowy humanizm chrześcijański i reprezentując personalizm, ze swą wizją duchowej mocy jednostki. Oba utwory powstały jako zapis wykładów klasztornych Mortęskiej dla mniszek, spisywany latami przez siostry (kolejne słuchaczki):
- Magdalena Mortęska, Małgorzata Borkowska, Nauki, rozmowy, wyd. 1, Tyniec: Wydawnictwo Benedyktynów, 2019 (Źródła Monastyczne, 84), ISBN 978-83-7354-901-2, OCLC 1135428218. Brak numerów stron w książce
- Magdalena Mortęska, Krystyna Jakowska, Małgorzata Borkowska, Listy, memoriały, wyd. 1, Tyniec: Wydawnictwo Benedyktynów, 2019 (Źródła Monastyczne, 85), ISBN 978-83-7354-925-8, OCLC 1135412820. Brak numerów stron w książce
- Magdalena Mortęska, Małgorzata Borkowska, Mirosław Mróz, Rozmyślania o Męce Pańskiej, wyd. 1, Tyniec: Wydawnictwo Benedyktynów, 2020 (Źródła Monastyczne, 86), ISBN 978-83-7354-982-1, OCLC 1241626609. Brak numerów stron w książce
- Magdalena Mortęska, Małgorzata Borkowska, Reguła reformowana, wyd. 1, Tyniec: Wydawnictwo Benedyktynów, 2020 (Źródła Monastyczne, 87), ISBN 978-83-7354-996-8, OCLC 1204357205. Brak numerów stron w książce

## Proces beatyfikacji
Tuż po jej śmierci rozpoczął się kult, wśród wiernych i benedyktynek przekonanych o świątobliwości jej życia. Jezuita o. Stanisław Brzechwa napisał żywot przeznaczony do przygotowania jej procesu beatyfikacyjnego. Ciało zostało wówczas uroczyście przeniesione do osobnego grobu w krypcie przed wielkim ołtarzem kościoła klasztornego.
W 1709 specjalna komisja biskupia otwarła jej grób, której przewodniczył ks. Stanisław Józef Hozjusz, późniejszy biskup poznański oraz zbadała jej zwłoki, które pozostały nieuszkodzone, a które przebrano w nowy habit. Proces jej beatyfikacji wkrótce jednak wstrzymano. Następnie w 1741 sprawiono nową trumnę i przeniesiono ją do wspólnej krypty zakonnic. Z chwilą kasaty klasztoru Benedyktynek w 1817 jej kult został zapomniany, a ciało zostało ukryte tak, że nie można go było odnaleźć. W klasztorze zamieszkały później siostry miłosierdzia. W 1881 przybyła do Chełmna s. Michalina Żemałkowska, która miała sny, w których dowiedziała się, gdzie znajduje się jej trumna. Podjęto wówczas poszukiwania i znaleziono ją w krypcie poza murami kościoła. Na trumnie umieszczona była data „1741” oraz inicjały „M. M. – X. K. C.” (Magdalena Mortęska Ksieni Klasztoru Chełmińskiego).
4 kwietnia 1953 komisja pod przewodnictwem ordynariusza diecezji chełmińskiej, bp. Kazimierza Józefa Kowalskiego przy udziale historyka prof. Karola Górskiego dokonała otwarcia trumny i rekognicji jej ciała. Było ono wysuszone, w stosunkowo dobrym stanie, o wzroście około 175 cm, pozbawione prawego oka, które wyłupiła sobie w dzieciństwie. Jej kult utrzymywał się w klasztorach Benedyktynek reformy chełmińskiej do ich kasaty.
Od 2006 jej ciało spoczywa w specjalnej krypcie przy klasztorze w Chełmnie. Proces beatyfikacyjny był na przestrzeni wieków już dwa razy rozpoczynany, jednak bez dalszego powodzenia (wojny szwedzkie, kasata zakonu). Dopiero początek XXI wieku przyniósł wznowienie starań o wyniesienie jej na ołtarze. 18 grudnia 2015 biskup toruński Andrzej Suski wydał specjalny edykt, skierowany do wiernych o udostępnienie posiadanych materiałów i dokumentów mogących pomóc w przeprowadzeniu jej procesu beatyfikacyjnego.
Po uzyskaniu zgody Kongregacji Spraw Kanonizacyjnych w Rzymie, w kościele św. Jana Chrzciciela i św. Michała Archanioła w Lubawie, 3 lipca 2016 został rozpoczęty przez bp. Andrzeja Suskiego uroczystą mszą świętą proces jej beatyfikacji, po czym został zaprzysiężony specjalny trybunał diecezjalny w tym procesie w następującym składzie:
- ks. dr Sławomir Oder – postulator procesu,
- ks. dr Andrzej Scąber – delegat biskupa toruńskiego,
- o. dr Szczepan Tadeusz Praśkiewicz OCD – postulator sprawiedliwości,
- ks. dr Mariusz Stasiak – notariusz,
- ks. Paweł Kołatka – notariusz pomocniczy.

Odtąd przysługuje jej tytuł Służebnicy Bożej.
W kościele Wniebowzięcia Najświętszej Maryi Panny w Chełmnie 14 września 2021 odbyła się uroczysta sesja zamykająca etap diecezjalny jej procesu oraz msza święta, której przewodniczył abp Tadeusz Wojda, po czym akta zostały przekazane Kongregacji Spraw Kanonizacyjnych, celem dalszego postępowania

## Upamiętnienie
- Ku jej czci ułożono specjalny hymn[12]:

     Matko Mortęska, Matko ukochana

     W godowych szatach wybranej dziewicy

Pełna miłości służebnico Pana

O szczepie płodny w Chrystusa winnicy

     Po całej Polsce szczep Twój się rozplenił

Przechodząc w dziejach zmiennych ciężkie losy

     I tu nad morzem klasztor się czerwieni

Gdzie głos Twych córek hymny śle w niebiosy

     Na swój Żarnowiec rzuć błogie wejrzenie

By w nim nie zmilkły hymny Bożej chwały

Niech nas ominą czarnej chmury cienie

Aby w nim dojrzał owoc doskonały.

     Z wielką ufnością do Ciebie idziemy

Przed tronem Stwórcy stań w naszej obronie

My Twoje córki sercem to czujemy,

Że Bóg świętością ozdobił Twe skronie.

- 5 lutego 2015 biskup toruński Andrzej Suski wydał imprimatur do specjalnej modlitwy o łaski za jej wstawiennictwem[4]
- W dniu rozpoczęcia procesu jej beatyfikacji (3 lipca 2016) bp Andrzej Suski i bp Józef Szamocki dokonali poświęcenia kaplicy i dzwonu znajdujących się na terenie majątku w Mortęgach, których właścicielami są obecnie Alina i Jan Szynakowie[15]
- 9 maja 2018 szkoła podstawowa w Czarżu otrzymała jej imię[19]